# Matthias Kessler
Matthias Kessler (Norimberga, 16 maggio 1979) è un ex ciclista su strada tedesco.
Professionista dal 2000 al 2007, vinse una tappa al Tour de France 2006.

## Carriera
Nelle categorie giovanili Kessler ottenne buoni risultati, tra cui il quinto posto nella prova in linea Juniores ai mondiali 1997 a San Sebastián e la medaglia di bronzo nella prova in linea Under-23 ai mondiali 1999 a Verona.
Passò professionista nel 2000 con il Team Deutsche Telekom, squadra nota dal 2004 come T-Mobile e con la quale gareggiò fino al 2006. Vinse la sua prima corsa nel 2003, il Gran Premio Miguel Indurain in Navarra (poi rivinto anche nel 2004), e nel 2006 si aggiudicò la terza tappa del Tour de France, con arrivo a Valkenburg. Negli stessi anni fu protagonista anche delle Classiche delle Ardenne, chiudendo fra i primi dieci in diverse edizioni delle tre competizioni (terzo nel 2004 e decimo nel 2006 alla Freccia Vallone, quinto nel 2003 e sesto nel 2004 all'Amstel Gold Race, sesto nel 2002 e nel 2004 alla Liegi-Bastogne-Liegi).
A inizio 2007, dopo aver lasciato la T-Mobile per passare alla nuova Astana (dove ritrova i direttori sportivi Walter Godefroot e Giovanni Fidanza, anch'essi ex T-Mobile), ottenne tre top 10 nelle classiche delle Ardenne: quarto all'Amstel Gold Race e alla Freccia Vallone, ottavo alla Liegi-Bastogne-Liegi. Proprio al termine della Freccia Vallone fu trovato positivo al testosterone e quindi, quando la positività venne confermata (nel luglio seguente), prima sospeso dalla sua squadra, e poi squalificato dal Comitato olimpico svizzero, per il quale era tesserato, fino al 26 luglio 2009.
Dopo la fine della squalifica non trovò una squadra e pose fine alla carriera agonistica.

## Palmarès
- 1999 (Dilettanti)

Campionati tedeschi, Prova in linea Under-23
- 2003 (Team Telekom, due vittorie)

Gran Premio Miguel Indurain
Luk-Cup Bühl
- 2004 (T-Mobile Team, una vittoria)

Gran Premio Miguel Indurain
- 2006 (T-Mobile Team, una vittoria)

3ª tappa Tour de France (Esch-sur-Alzette > Valkenburg)

## Piazzamenti

### Grandi Giri
- Giro d'Italia

2001: 23º
2002: 25º
2005: 25º
2006: 72º
- Tour de France

2003: 49º
2004: non partito (11ª tappa)
2005: 57º
2006: 53º
- Vuelta a España

2000: 102º
2002: 47º

### Classiche monumento
- Milano-Sanremo

2003: 93º
2004: 97º
2005: 49º
2007: 76º
- Liegi-Bastogne-Liegi

2000: 62º
2001: 40º
2002: 6º
2003: 18º
2004: 6º
2005: 12º
2006: 24º
2007: 8º
- Giro di Lombardia

2000: ritirato
2001: 11º
2002: 18º
2003: 15º
2004: 22º

### Competizioni mondiali
- Campionati del mondo

Novo Mesto 1996 - In linea Junior: 77º
San Sebastián 1997 - In linea Junior: 5º
Valkenburg 1998 - In linea Under-23: 108º
Verona 1999 - In linea Under-23: 3º
Plouay 2000 - In linea Elite: ritirato
Lisbona 2001 - In linea Elite: 85º
Zolder 2002 - In linea Elite: 140º
Hamilton 2003 - In linea Elite: 83º
Verona 2004 - In linea Elite: 19º
Madrid 2005 - In linea Elite: 116º